# Fermentație

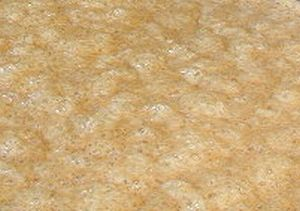
Fermentația în desfășurare:
bule de dioxid de carbon gazos (CO_{2}) se ridică la suprafața unui amestec.

Fermentația este un proces catabolic de oxidare incompletă, care se realizează în absența oxigenului, și al cărui produs final este un compus organic. După natura acestor produși finali, se diferențiază mai multe tipuri de procese fermentative.
La microorganisme, procesele de fermentație sunt principalele metode de obținere a ATP-ului prin degradarea anaerobă a nutrienților organici. În contextul producției alimentelor, termenul de fermentație se referă la orice proces prin care microorganismele produc o schimbare dorită alimentelor sau băuturilor. Fermentația are loc și în tractul gastrointestinal al tuturor animalelor, inclusiv la om, și se datorează activității florei intestinale.

## Utilizări
Fermentația este utilizată pentru obținerea acidului lactic în alimente precum murături, kimchi sau iaurt, dar și pentru obținerea etanolului în băuturile alcoolice, precum sunt vinul și berea.